# کازویوکی ماتسودا
کازویوکی ماتسودا (انگلیسی: Kazuyuki Matsuda؛ زادهٔ ۱۴ آوریل ۱۹۷۹) بازیکن فوتبال اهل ژاپن است.